# Rene Mandri
Rene Mandri (Jõgeva, 20 gennaio 1984) è un ex ciclista su strada estone, professionista dal 2006 al 2012.

## Carriera
Nel 2005, da Under-23, vince il Campionato nazionale estone in linea. Passato professionista l'anno seguente con l'Auber 93, nel 2007 si trasferisce all'AG2R La Mondiale, squadra francese con cui prende parte alla Vuelta a España 2007 e ai Giri d'Italia 2008 e 2010.
Nel 2011 passa all'Endura Racing, formazione britannica con licenza UCI Continental, ottenendo tre successi in due anni e partecipando ai Giochi olimpici 2012 a Londra. Nel 2013 si accasa all'EC Saint-Étienne Loire, squadra dilettantistica con cui già aveva gareggiato prima di passare professionista, rimanendovi per due stagioni.

## Palmarès
- 2005 (EC Saint-Étienne Loire)

Grand Prix Saint-Étienne Loire
Campionati estoni, Prova in linea Under-23
Classifica generale Tour du Pays Roannais
- 2006 (Auber 93)

Les Monts du Luberon-Trophée Luc Leblanc
- 2011 (Endura Racing, una vittoria)

2ª tappa Tour de Bretagne (Rennes > Guérande)
- 2012 (Endura Racing, due vittorie)

SEB Tartu Grand Prix
3ª tappa Vuelta Ciclista a León (Val de San Lorenzo > Riello)

### Altri successi
- 2005 (EC Saint-Étienne Loire)

Criterium di Frauenfeld
- 2006 (Auber 93)

Classifica giovani Tour de l'Ain
- 2011 (Endura Racing)

4ª tappa Saaremaa Velotour (Liiva > Kuresaare)
- 2013 (EC Saint-Étienne Loire)

2ª tappa Tour du Pays Roannais

## Piazzamenti

### Grandi Giri
- Giro d'Italia

2008: ritirato (6ª tappa)
2010: ritirato (11ª tappa)
- Vuelta a España

2007: 24º

### Classiche monumento
- Milano-Sanremo

2007: 24º
2008: 90º
2009: ritirato
2010: 66º
- Parigi-Roubaix

2007: ritirato
- Liegi-Bastogne-Liegi

2008: ritirato
- Giro di Lombardia

2008: 62º

### Competizioni mondiali
- Campionati del mondo

Zolder 2002 - In linea Juniores: 52º
Hamilton 2003 - In linea Under-23: ritirato
Verona 2004 - In linea Under-23: 19º
Madrid 2005 - In linea Under-23: 24º
Salisburgo 2006 - In linea Under-23: 23º
Stoccarda 2007 - In linea Elite: 28º
Mendrisio 2009 - In linea Elite: 84º
Copenaghen 2011 - In linea Elite: 55º
Limburgo 2012 - In linea Elite: 44º
- Giochi olimpici

Londra 2012 - In linea: 50º

### Competizioni europee
- Campionati europei

Mosca 2005 - In linea Under-23: 12°
Valkenburg 2006 - In linea Under-23: 2°